# Lucas Cranach il Vecchio
Lucas Cranach detto il Vecchio, in italiano arcaico conosciuto come Luca Van-Cronogio, (Kronach, 1472 – Weimar, 16 ottobre 1553) è stato un pittore e incisore tedesco rinascimentale.
Il "cognome" con cui è noto è un toponimico, che deriva cioè dalla città natale. Fu uno dei principali interpreti della scuola danubiana e della Riforma luterana nell'arte. Il suo stile è caratterizzato da una linea grafica ed elegante, che si allunga in forme quasi stilizzate andando a ripescare nel repertorio del tardo gotico, attualizzandolo e facendone qualcosa di nuovo.
Spaziò dalla pittura all'incisione, dai temi sacri a quelli mitologici, dai nudi ideali alle allegorie morali, dalle scene di caccia alla propaganda luterana. Fu padre di Lucas Cranach il Giovane.

## Biografia
Iniziò la sua carriera con un apprendistato presso la bottega del padre incisore, con il quale collaborò fino al 1498. Tra il 1501 e il 1504 viaggiò lungo la valle del Danubio fino a Vienna, dove frequentò gli ambienti umanisti. In quegli anni dipinse delle tavole di ispirazione religiosa (San Girolamo 1502, Crocifissione 1503, Riposo durante la fuga in Egitto 1504) e il ritratto di un umanista viennese, il dottor Cuspinian e sua moglie, nel 1504. Durante questo periodo il suo stile, vicino a quello di Albrecht Dürer, di Albrecht Altdorfer e della Scuola danubiana (di cui fu peraltro uno dei protagonisti), si caratterizzò per la predominanza dei paesaggi movimentati, quasi surrealisti, per l'attenzione ai dettagli e ai simboli, per un lirismo esacerbato, dove la tensione psicologica è palpabile, con spazi nei quali si inseriscono con armonia dei personaggi enigmatici.

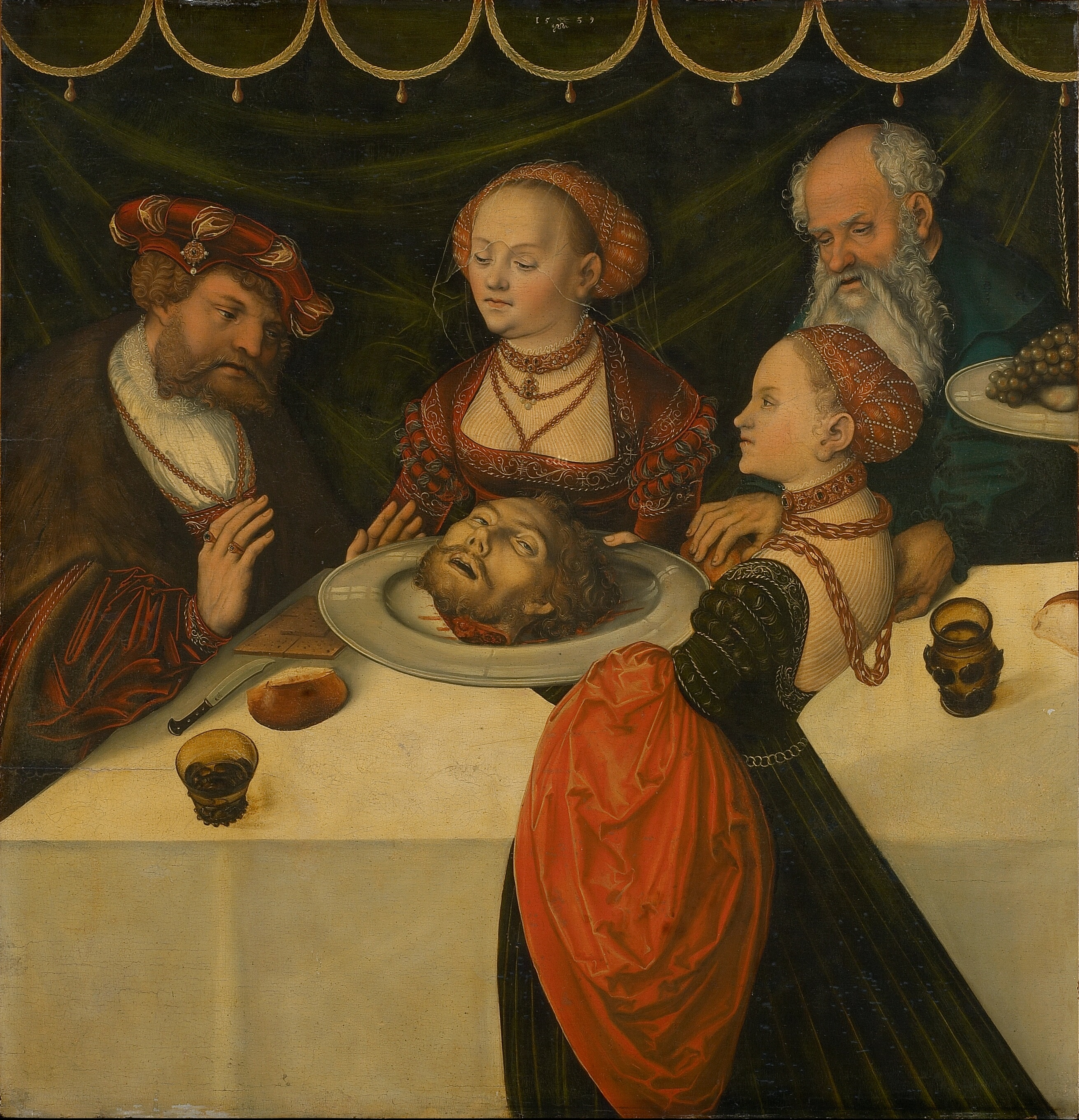
Il banchetto di Erode, 1539, Kunsthistorisches Museum, che rappresenta la vicenda di Erode Antipa, Salomè e Giovanni Battista

Si stabilì a Wittenberg nel 1505 diventando pittore dell'elettore di Sassonia Federico il Saggio, che lo rese nobile nel 1509. A partire da questa data, la sua arte si orientò verso uno stile simile al manierismo: le forme si allungano, divengono più sottili, i personaggi acquistano importanza in rapporto al paesaggio diventato quasi una semplice decorazione e le loro differenti pose divengono più elaborate, con molta cura per l'abbigliamento raffinato. A Wittenberg, in quel periodo, fece la conoscenza di Martin Lutero, con il quale instaurò un legame di amicizia testimoniato da numerosi ritratti. Passato alle idee riformate, Cranach partecipò alla creazione dell'iconografia protestante, rappresentando temi cari alla Riforma, presi dall'Antico e dal Nuovo Testamento. Dipinse anche numerosi ritratti e scene religiose che gli assicurarono la celebrità in tutta l'Europa e, a partire dal 1525, intensificò la sua produzione grazie all'aiuto dei figli Hans e Lucas, attivi nella bottega ben organizzata. Fu lui ad illustrare con incisioni l'edizione della Bibbia in tedesco, tradotta da Lutero (la cosiddetta "Bibbia di Lutero").
Proprietario di una farmacia e di una stamperia, fu eletto tre volte borgomastro di Wittenberg e conservò la sua carica pittorica anche sotto gli elettori Giovanni-Costante e Giovanni Federico I di Sassonia, per i quali dipinse dei nudi biblici e mitologici con un erotismo allusivo.
Essendo stato catturato il suo protettore Giovanni Federico dopo la Battaglia di Mühlberg, Cranach lo accompagnò in cattività dal 1550 al 1552, prima di ritornare a Weimar, nuova residenza elettorale, per morirvi l'anno seguente, dopo aver prodotto più di quattrocento opere. Il suo arco stilistico spaziò dall'espressionismo delle prime opere fino a un grafismo intellettuale ed elegante, quasi astratto, della fase più tarda. La sua tomba si trova sulla parete esterna della Jakobskirche. Lucas Cranach il Giovane continuò l'attività del padre e del suo studio.

## Ritrattista
Cranach, nel corso della sua carriera, rinnovò la tipologia del ritratto ufficiale, dandone prova già nel 1514 con i ritratti a figura intera del Duchi di Sassonia, Enrico il Pio e Caterina di Mecklenburg, in cui predomina uno spiccato gusto per un linearismo fluido. Nel 1520 confermò tale tendenza col Ritratto di Gioacchino II di Brandeburgo, a mezzo busto, e da allora fu un proficuo divulgatore, grazie all'aiuto della bottega, delle immagini dei regnanti e dei protagonisti della riforma, dipingendo anche numerosi ritratti di Martin Lutero.

## Opere principali

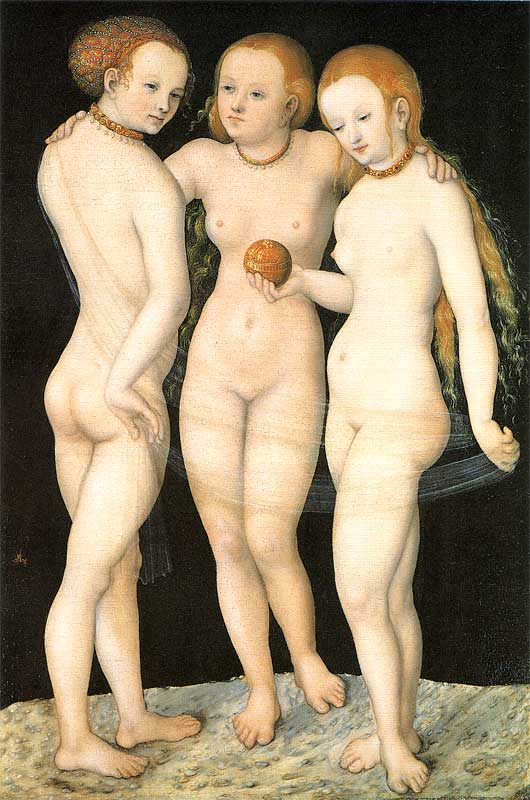
Tre Grazie, 1530, collezione privata.

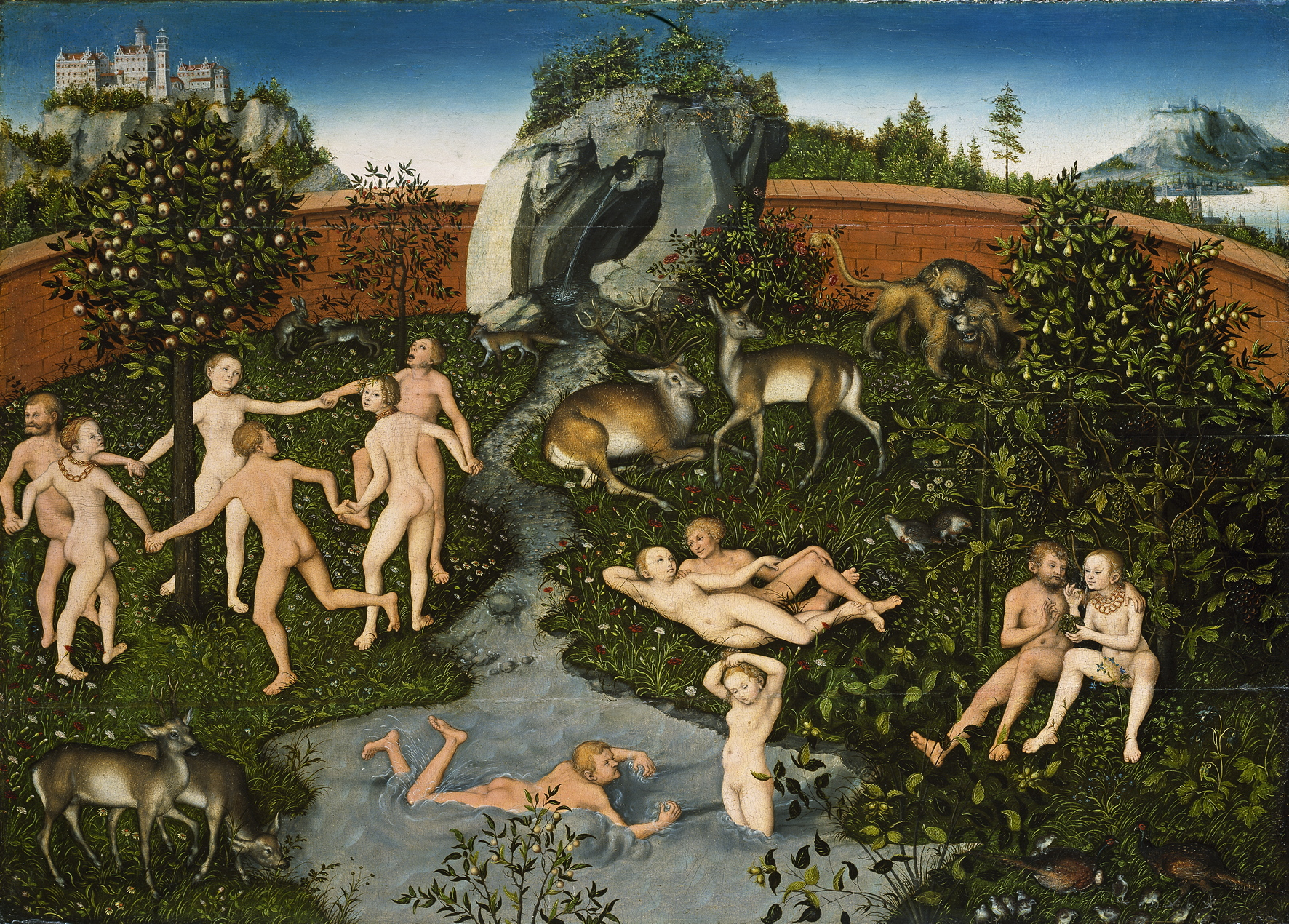
Lucas Cranach il Vecchio: L'età dell'oro - Galleria Nazionale di Oslo.

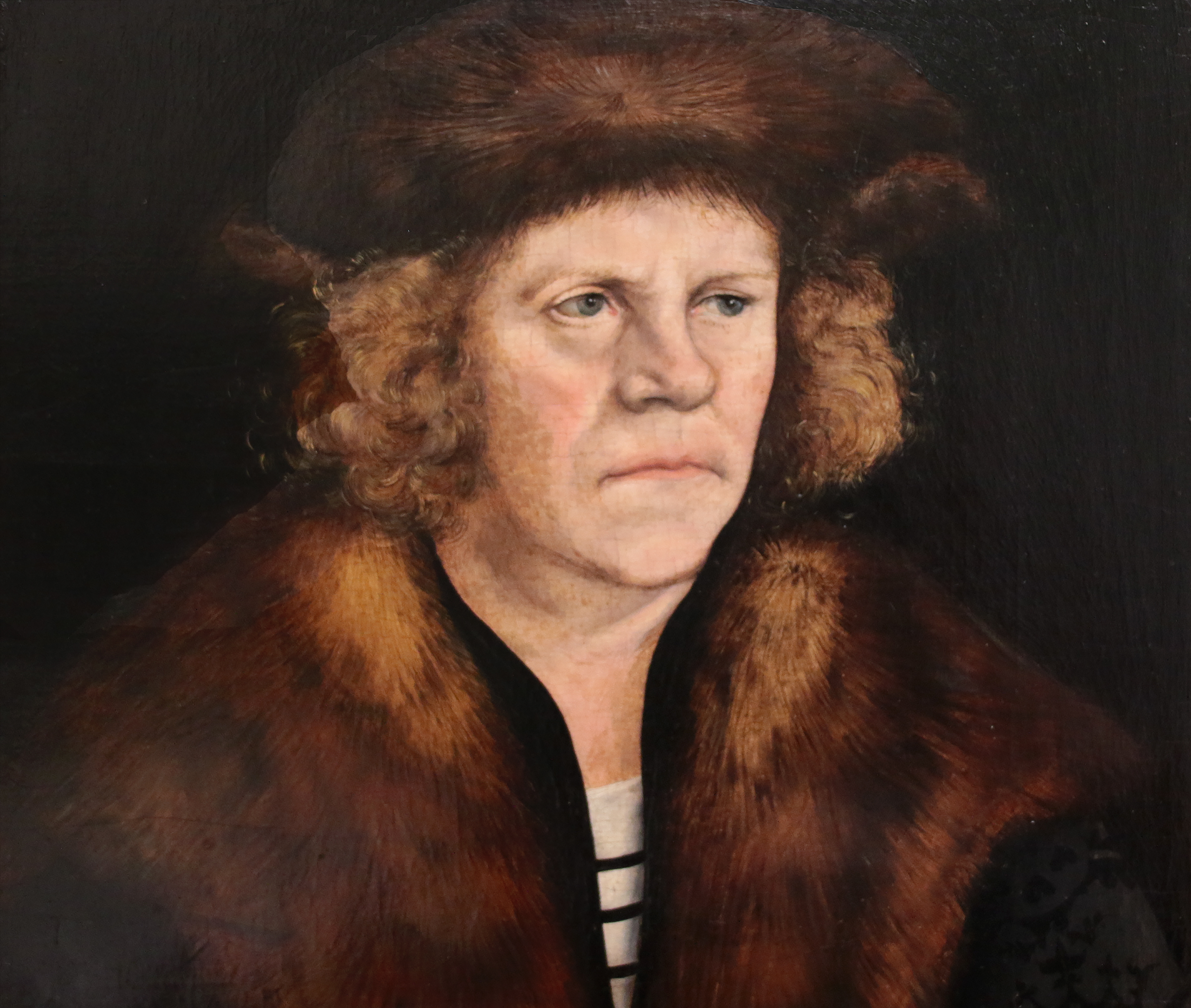
Ritratto di un uomo con berretto di pelliccia (1510 circa) dimensioni 29 x 31.5 cm - Gemäldegalerie, Berlin

- Ritratto di giovane imberbe (1500 circa), Olio e tempera su tavola in legno, Hessische Hausstiftung, Kronberg im Taunus
- Crocifissione (1500-1503), Olio e tempera su legno di tiglio, Kunsthistorisches Museum, Vienna
- San Valentino e un donatore (1502 circa), Tempera su tavola in legno, Österreichische Galerie Belvedere, Vienna
- Stigmatizzazione di san Francesco (1502 circa), Tempera su tavola in legno, Österreichische Galerie Belvedere, Vienna
- San Gerolamo penitente (1502), Olio e tempera su legno di tiglio, Kunsthistorisches Museum, Vienna
- Ritratto del dottor Johannes Cuspinian (1502-1503), Olio su tavola in legno, collezione Oskar Reinhart, Winterthur
- Ritratto di Anna Cuspinian (1502-1503), Olio su tavola in legno, collezione Oskar Reinhart, Winterthur
- Crocifissione (1503), Olio su tavola di pino, Alte Pinakothek, Monaco di Baviera
- Ritratto di giurista (1503), Olio e tempera su tavola in legno, Germanisches Nationalmuseum, Norimberga
- Ritratto della moglie del giurista (1503), Olio e tempera su tavola in legno, Staatliche Museen, Berlino
- Riposo durante la fuga in Egitto (1504), Olio su legno di limone, Gemäldegalerie, Berlino
- Martirio di santa Caterina (1504-1505), Olio e tempera su tavola in legno di limone, Collezioni della Chiesa Riformata, Budapest
- Trittico con il martirio di santa Caterina (1506), tavola in legno di limone, Gemäldegalerie, Dresda
- Ritratto di donatore (1508 circa), Olio e tempera su tavola di quercia, Metropolitan Museum of Art, New York
- Ritratto di donatrice (1508 circa), Olio e tempera su tavola di quercia, Kunstmuseum, Basilea
- Altare del conte William II di Hessen (1508 circa), Olio su tavola, Staatliche Museen, Kassel
- Adamo ed Eva (1508-1510), Olio e tempera su legno di faggio rosso, Musée des Beaux-Arts et d'Archéologie, Besançon
- Venere e Cupido (1509), Olio su tela trasferito da tavola in legno, Museo dell'Ermitage, San Pietroburgo
- Dittico di ritratti (1509), Olio e tempera su tavola in legno, National Gallery, Londra
- Trittico con la santa parentela (1509), Olio su tavola, Städelsches Kunstinstitut, Francoforte
- Madonna col Bambino con grappolo d'uva (1509-1510), Olio su tavola, Museo Thyssen-Bornemisza, Madrid
- Salomé con la testa del Battista (1509-1510 circa), Olio e tempera su tavola di quercia, Museu Nacional de Arte Antiga, Lisbona
- Adamo ed Eva (1510 circa), Olio e tempera su legno di limone,  Muzeum Narodowe, Varsavia
- Pietà ai piedi della croce (1510 circa), Olio e tempera su legno di limone, Moravská Galerie, Brno
- La santa parentela con autoritratto (1510-1512), Tempera su tavola, Akademie der bildenden Künste, Vienna
- Sacra famiglia ed educazione della Vergine (1510-1512), Olio e tempera su tavola in legno, Anhaltische Gemäldegalerie, Dessau
- Santo Stefano d'Ungheria (1510-1512), Olio e tempera su legno di limone, Germanisches Nationalmuseum, Norimberga
- La crocifissione (1510-1515), Olio e tempera su legno di limone, Städelsches Kunstinstitut, Francoforte
- Madonna col Bambino e san Giovannino (1512 circa), Olio e tempera su legno di limone, collezione privata
- Giudizio di Paride (1512-1514), Olio e tempera su legno di limone, Wallraf-Richartz-Museum, Colonia
- Il giudizio di Paride (1513 circa), Olio e tempera su legno di limone, Kimbell Art Museum, Fort Worth
- Madonna col Bambino e san Giovannino (1514), Olio e tempera su tavola in legno, Galleria degli Uffizi, Firenze
- Sante Elisabetta e Anna nella tavola interna e Santi Cristoforo e Giorgio nella tavola esterna (1514 circa), Olio su tavola, Fundación Colección Thyssen-Bornemisza, Pedralbes
- Ritratti di Enrico il Pio e di Caterina di Mecklenburg (1514), Olio su tela trasferito da tavola, Gemäldegalerie, Dresda
- Cristo e l'adultera, 1515 circa, olio su tavola 56x77 cm, Napoli, Museo di Capodimonte
- Decollazione di santa Caterina (1515), Olio e tempera su legno di limone, Palazzo Arcivescovile, Kroměříž
- Decollazione di Giovanni Battista (1515), Olio e tempera su legno di limone, Palazzo Arcivescovile, Kroměříž
- Apostoli Pietro e Paolo (1515 circa), Olio e tempera su legno di limone, collezione privata
- San Gerolamo scrivente in un paesaggio (1515 circa), Olio e tempera su tavola in legno, Collezione JAPS, Città del Messico
- Cristo alla colonna adorato da santi (1515), Olio e tempera su legno di limone, Gemäldegalerie, Dresda
- Ritratto d'uomo (1515), pergamena su tavola, Staatliche Museen, Berlino
- Ritratto dei donatori Federico il Saggio e Giovanni il Costante (1515 circa), Olio e tempera su tavola di pino, Kunstsammlungen der Veste Coburg, Coburgo
- Sant'Eustachio, 1515 circa, Vienna, Liechtenstein Museum
- Trinità (1515-1518), tavola, Kunsthalle, Brema
- Natività (1515-1520), Olio e tempera su legno di limone, Gemäldegalerie, Dresda
- San Gerolamo in un paesaggio (1515-1520), tavola in legno di limone, Staatliche Museen, Berlino
- Ninfa dell'acqua distesa (1515-1520), Olio e tempera su legno di limone, Castello di caccia di Grunewald, Berlino
- Cristo e la Vergine Maria (o Maria Maddalena) (1515-1520), Olio e tempera su pergamena poggiata su tavola di quercia, Schlossmuseum, Gotha
- Matrimonio mistico di santa Caterina (1516 circa), Olio e tempera su legno di limone, Szépmûvészeti Múzeum, Budapest
- Pala della peste (1516-1518), Olio e tempera su legno di limone, Szépmûvészeti Múzeum, Budapest
- Annuncio a san Gioacchino (1516-1518), Olio su tavola, Szépmûvészeti Múzeum, Budapest
- Un principe di Sassonia (1517), Olio e tempera su legno di limone, National Gallery of Art, Washington
- Una principessa di Sassonia (1517), Olio e tempera su legno di limone, National Gallery of Art, Washington
- Madonna col Bambino (1518 circa), Olio e tempera su tavola, Staatliche Kunsthalle, Karlsruhe
- Ninfa del fiume distesa alla fontana (1518), Olio su tavola, Museum der bildenden Künste, Lipsia
- Giovane madre con il figlio (1520 circa), Olio e tempera su tavola di faggio, Wartburg-Stiftung, Eisenach
- Martin Lutero come monaco agostiniano con cappello da dottore (1520 circa), Olio e tempera su tavola, collezione privata
- Venere e Cupido (1520 circa), Olio su tavola, University Art Museum, Princeton
- Il giovane e la vecchia (1520-1522), Olio e tempera su legno di faggio rosso, Szépmûvészeti Múzeum, Budapest
- Madonna col Bambino nella luna crescente (1520-1523), Olio e tempera su legno di limone, Städelsches Kunstinstitut, Francoforte
- Vergine del grappolo d'uva (1520-1525), Olio e tempera su legno di faggio rosso, Alte Pinakothek, Monaco
- Testa di Cristo coronato di spine (1520-1525), Olio e tempera su legno di limone, collezione privata
- Sansone lotta con il leone (1520-1525), Olio e tempera su tavola, Kunstsammlungen, Weimar
- Ritratto di Martin Lutero come Junker Jörg (1521-1522), Olio e tempera su legno di faggio rosso, Museum der Bildenden Künste, Lipsia
- Ritratto di giovane imberbe (1522), Olio e tempera su legno di faggio rosso, National Gallery of Art, Washington
- Ritratto di giovane donna (1522), Olio e tempera su legno di faggio rosso, National Gallery of Art, Washington
- Lucrezia (1524 circa), tavola di limone, Alte Pinakothek, Monaco
- Ritratto di Martin Lutero (1525), Olio e tempera su tavola, City Museum and Art Gallery, Bristol
- Katharina von Bora (1525 circa), tavola, Staatliche Museen, Berlino
- Ritratto ideale di donna (1525 circa), Olio e tempera su legno di faggio rosso, National Gallery, Londra
- San Gerolamo nel deserto (1525 circa), Olio e tempera su legna da ardere, Tiroler Landesmuseum Ferdinandeum, Innsbruck
- Maria Maddalena (1525), Olio e tempera su legno di faggio rosso, Wallraf-Richartz Museum, Colonia
- Venere e Cupido (1525), Olio su tavola, collezione privata
- Ritratto dell'elettore Federico il Saggio anziano (1525), Olio su legno di limone, collezione privata
- Il cardinale Albrecht di Brandenburgo come san Gerolamo nel suo studio (1525), Olio e tempera su legno di limone, Hessisches Landesmuseum, Darmstadt
- Sant'Elena con la croce (1525), Olio e tempera su legno di faggio rosso, Art Museum, Cincinnati
- La bocca della verità (1525-1527), Olio e tempera su legno di faggio rosso, collezione privata
- La giovane vedova e il vecchio (1525-1530), Olio e tempera su tavola, Musée des Beaux-Arts et d'Archéologie, Besançon
- Il contadino e la prostituta (1525-1530), Olio e tempera su legno di faggio rosso, Hessisches Landesmuseum, Darmstadt
- Frammento di paesaggio (1525-1530), Olio e tempera su tavola, collezione privata
- Madonna col Bambino sotto un albero di mele (1525-1530), Olio su tavola trasferito su tela,
- Lucrezia (1525-1530), Olio e tempera su legno di limone, Staatliche Museen, Kassel
- Ritratto di giovane donna (1525-1535), Olio su legno di limone, collezione privata
- L'elettore Giovanni il Costante di Sassonia (1526), Olio su legno di limone, Gemäldegalerie, Dresda
- Martin Lutero e Katharina von Bora (1526), tavola, Wartburg-Stiftung, Eisenach
- Ritratto di donna (1526), Olio su tavola, Museo dell'Ermitage, San Pietroburgo
- Il cardinale Albrecht di Brandenburgo come san Gerolamo nel suo studio (1525), Olio e tempera su tavola, Ringling Museum of Art, Sarasota
- Hans Melber (1526), Olio su tavola, Alte Pinakothek, Monaco
- Apollo e Diana (1526 circa), Olio e tempera su legno di faggio rosso, Royal Collection, Londra
- Adamo ed Eva (1526), Olio e tempera su legno d'acero, Courtauld Gallery, Londra
- Davide e Betsabea (1526), Olio e tempera su legno di faggio rosso, Staatliche Museen, Berlino
- Il fauno e la sua famiglia con il leone ucciso (1526 circa), Olio e tempera su tavola, J. Paul Getty Museum, Los Angeles
- Giuditta con la testa di Oloferne (1526-1530), Olio e tempera su legno di limone, Staatliche Museen, Kassel
- Il cardinale Albrecht di Brandenburgo come san Gerolamo in un paesaggio (1527), tavola, Staatliche Museen, Berlino
- Ritratto di Hans Lutero e Margarethe Lutero (1527), Olio e tempera su legno di faggio rosso, Wartburg-Stiftung, Eisenach
- Ritratto di Federico il Saggio in tarda età (1527), Olio e tempera su legno di faggio rosso, Hessisches Landesmuseum, Darmstadt
- Ritratto di uomo barbuto (1527), Olio e tempera su legno di faggio rosso, Museum zu Allerheiligen, Sciaffusa
- Adamo ed Eva (1528), Olio su tavola, 172x63 e 167x61 cm, Galleria degli Uffizi, Firenze
- Allegoria della Melanconia (1528), Olio e tempera su tavola, National Gallery of Scotland, Edimburgo
- Il giudizio di Paride (1528 circa), Olio su tavola, Metropolitan Museum of Art, New York
- Lot e le figlie (1528-1530), Olio e tempera su legno di faggio rosso, Moravská Galerie, Brno
- Dittico dei ritratti di Lutero e della moglie Caterina Bore (1529), Olio e tempera su legno di faggio rosso, Hessisches Landesmuseum, Darmstadt
- Ritratto di Lutero e della moglie Caterina Bore (1529), Olio su tavola, Galleria degli Uffizi, Firenze
- Venere e Cupido (1529 circa), Olio su tavola, National Gallery, Londra
- Venere e Cupido che ruba il miele (1529), Olio e tempera su legno di faggio rosso, Metropolitan Museum of Art, New York
- Venere in piedi in un paesaggio (1529), Olio su tavola, Museo del Louvre, Parigi
- La legge e il vangelo (1529), tavola in legno di limone, Schlossmuseum, Gotha
- L'età dell'oro (1530 circa), Olio e tempera su tavola trasferita su altra tavola, Alte Pinakothek, Monaco
- L'età dell'argento (1530 circa), Olio e tempera su tavola di quercia, National Gallery, Londra
- L'età dell'oro, 1530 circa, Oslo, Galleria Nazionale
- Ercole e Anteo (1530 circa), Olio e tempera su tavola, collezione privata
- La fanciulla e il vecchio (1530 circa), Olio e tempera su legno di faggio rosso, Museum Kunstpalast, Düsseldorf
- Apollo e Diana (1530 circa), Olio e tempera su tavola, Musées Royaux des Beaux-Arts, Bruxelles
- Venere e Cupido (1530 circa), tavola di tiglio, Staatliche Museen, Berlino
- Santa Dorotea (1530 circa), Tempera su tavola, Akademie der bildenden Künste, Vienna
- Ritratto femminile (bottega) (1530 circa), Olio su tavola, Galleria degli Uffizi, Firenze
- Cristo benedice i bambini (1530 circa), Olio su tavola, Metropolitan Museum of Art, New York
- Ritratto di Johann Carion (1530 circa), tavola di faggio, Staatliche Museen, Berlino
- Giuditta vittoriosa (1530 circa), tavola di faggio, Castello di caccia di Grunewald, Berlino
- Salomè (1530 circa), Olio su legno di pioppo, Szépmûvészeti Múzeum, Budapest
- Giuditta con la testa di Oloferne (1530 circa), Olio su tavola, Kunsthistorisches Museum, Vienna
- Madonna Ausiliatrice (Maria Hilfbild) (1530 circa), tavola, Duomo di San Giacomo, Innsbruck
- Paradiso terrestre (1530), legno di limone, Kunsthistorisches Museum, Vienna
- Ninfa distesa (1530-1534), Olio su tavola, Museo Thyssen-Bornemisza, Madrid
- Tre Grazie, 1531, Parigi, Museo del Louvre
- Venere e Cupido (1531), Olio su tela, Musées Royaux des Beaux-Arts, Bruxelles
- Venere e Cupido che reca il favo di miele (1531 circa), Olio e tempera su legno di faggio rosso, Galleria Borghese, Roma
- Adamo ed Eva (1531), legno di limone, Gemäldegalerie, Dresda
- Venere (1531), Olio su tavola, Liechtenstein Museum, Vienna
- Giuditta al banchetto di Oloferne (1531), Olio e tempera su legno di limone, Schlossmuseum, Gotha
- L'uccisione di Oloferne (1531), Olio e tempera su legno di limone, Schlossmuseum, Gotha
- La famiglia del fauno (1531), Olio su tavola, collezione privata
- Allegoria della Melanconia (1532), Olio e tempera su tavola, Musée d'Unterlinden, Colmar
- Cristo e l'adultera (1532), Olio su tavola, Szépmûvészeti Múzeum, Budapest
- Venere (1532), Olio e tempera su legno di faggio rosso, Städelsches Kunstinstitut, Francoforte
- Lucrezia (1532), Olio e tempera su legno di faggio rosso, Gemäldegalerie der Akademie der bildenden Künste, Vienna
- Santa Caterina d'Alessandria, 1533 circa, La Spezia, Museo civico Amedeo Lia
- Lucrezia (1533), legno di faggio rosso, Staatliche Museen, Berlino
- Adamo ed Eva (1533), Olio e tempera su legno di faggio rosso, Staatliche Museen, Berlino
- Il banchetto di Erode (1533), Olio e tempera su legno di limone, Städelsches Kunstinstitut, Francoforte
- Ritratti di Giovanni I e Federico III di Sassonia (bottega) (1533), Olio su tavola, Galleria degli Uffizi, Firenze
- Ritratto di Carlo V (1533), Olio su tavola, Museo Thyssen-Bornemisza, Madrid
- Cristo bambino adorato da san Giovannino (1534), Olio su tavola, collezione privata
- La carità (1534), Olio e tempera su tavola, Museum zu Allerheiligen, Sciaffusa
- Ritratto della principessa Maria di Sassonia (1534), Olio e tempera su legno di faggio rosso, Hessisches Landesmuseum, Darmstadt
- Madonna col Bambino e il grappolo d'uva (1534), Olio su legno di limone, collezione privata
- Davide e Betsabea (1534), Olio su tavola, collezione privata
- L'età dell'argento (1535), Olio su tavola, Museo del Louvre, Parigi
- Le tre Grazie (1535), Olio su tavola, Museo Nelson-Atkins, Kansas City
- Le principesse di Sassonia Sibilla, Emilia e Sidonia (1535), Olio su legno di limone, Kunsthistorisches Museum, Vienna
- Cristo benedice i bambini (1535-1540), Olio e tempera su legno di faggio rosso, Städelsches Kunstinstitut, Francoforte
- Crocifissione con la conversione del centurione (1536), Olio su tavola, National Gallery of Art, Washington
- Scomparti interni dell'altare (1537 circa), tavola, Cattedrale, Naumburg
- Lucrezia, 1538, Bamberga, Staatsgalerie della Residenza Nuova
- Adamo ed Eva (1538 circa), tavola, Národní galerie, Praga
- Ritratto di bambina (1540 circa), Olio su tavola, Museo del Louvre, Parigi
- Ritratto di Martin Lutero (1543), tavola, Germanisches Nationalmuseum, Norimberga
- Ritratto di Lutero e di Melantone (1543), Olio su tavola, Galleria degli Uffizi, Firenze
- Caccia in onore di Carlo V al castello di Torgau (1544), Olio su tavola, Museo del Prado, Madrid
- Fontana della Giovinezza (1546), legno di limone, Staatliche Museen, Berlino
- La Trinità (?), Olio su tavola, Museum der bildenden Künste, Lipsia
- La predica di Lutero (?), Olio su tavola, Lutherhaus, Wittenberg